# Asakura Ujikage
Asakura Ujikage (朝倉 氏景?; 27 aprile 1449 – 3 agosto 1486) è stato un daimyō giapponese appartenente al clan Asakura.

## Biografia
Ujikage fu l'ottavo capo del clan Asakura durante il periodo dello shogunato Ashikaga. Divenne capo del clan nel 1481 dopo la morte del padre Toshikage.
Durante gli anni in cui guidò il clan, consolidò il suo potere nella provincia di Echizen. È ricordato come un abile spadaccino.
Morì nel 1486 e fu succeduto dal figlio Asakura Sadakage.